# 超氧化铯
超氧化铯是铯的超氧化物，含有O2−阴离子。它是一种橙色固体。

## 制备
当铯在有过量氧的地方时燃烧，会形成超氧化铯。
{\displaystyle {\ce {Cs + O2 -> CsO2}}}

## 性质
超氧化铯的晶体结构和超氧化钾和超氧化铷一样，都是碳化钙结构。与简单氧化物不同，超氧化铯中存在直接的氧-氧键。
超氧化铯在水中反应，生成氧气，过氧化氢和氢氧化铯。
{\displaystyle {\ce {2CsO2 + 2H2O -> O2 ^ + H2O2 + 2CsOH}}}
超氧化铯的标准生成焓为 ΔHf0 = −295 kJ/mol。

## 用处
超氧化铯可能是生產臭氧化銫的前体。使超氧化铯与臭氧反应，可得臭氧化铯。
{\displaystyle {\ce {CsO2 + O3 -> CsO3 + O2}}}